# Rikiya Koyama
Rikiya Koyama (jap. 小山 力也 Koyama Rikiya; ur. 18 grudnia 1963 w Kioto) – japoński aktor i seiyū, najbardziej znany z roli Yamato w serii Naruto.

## Biografia
Absolwent sztuk dramatycznych na Uniwersytecie Toho oraz prawa na Uniwersytecie Ritsumeikan. W 1988 wstąpił do grupy teatralnej Haiyuza, z którą związany jest do dziś. Początkowo występował jako aktor telewizyjny, grając między innymi w serialu Kamen Rider Black RX. Z czasem skupił się głównie na karierze aktora głosowego, zarówno dubbingowego (od 1996 podkłada głos pod niemal wszystkie role George'a Clooneya), jak i seiyū.

## Wybrane role
- D.N.Angel – komendant Hiwatari
- Bleach – Coyote Starrk
- Naruto Shippūden – Yamato
- Kamen no Maid Guy – Kogarashi
- Kidō Senshi Gundam Unicorn – Flaste Schole
- Utawarerumono – Hakuoro
- Hajime no Ippo – Mamoru Takamura
- Detektyw Conan – Kogorō Mōri
- Pokémon Origins – Giovanni
- Garo: The Animation – Watanabe no Tsuna
- Eureka Seven – Norb
- Fate/stay night – Kiritsugu Emiya
- Double Decker! Doug & Kirill – Travis Murphy
- The Tunnel to Summer, the Exit of Goodbyes - ojciec Kaoru[1]